# Collinée
Collinée foi uma antiga comuna francesa na região administrativa da Bretanha, no departamento Côtes-d'Armor. Estendia-se por uma área de 7,04 km². Em 2010 a comuna tinha 6 522 habitantes (densidade: 926,4 hab./km²).
Em 1 de janeiro de 2016, passou a formar parte da nova comuna de Le Mené.